# نيك تايلور (لاعب غولف)
نيك تايلور هو لاعب غولف كندي، ولد في 17 أبريل 1988 في وينيبيغ في كندا.

## وصلات خارجية
- نيك تايلور على موقع رابطة لاعبي الغولف المحترفين (الإنجليزية)
- نيك تايلور على موقع التصنيف العالمي الرسمي للغولف (الإنجليزية)